# Žabovřeská kotlina
Žabovřeská kotlina je geomorfologický okrsek na jižní Moravě, v oblasti města Brna. Je součástí podcelku Lipovské vrchoviny, která je částí Bobravské vrchoviny.
Kotlina vznikla ve vyvřelých horninách brněnského masivu a její dno tvoří neogenní a čtvrtohorní sedimenty. Ty vytváří nivu a terasy řeky Svratky, která Žabovřeskou kotlinou protéká. Ohraničení kotliny tvoří ze severu Palackého hřbet, ze západu svažující se Kohoutovická vrchovina a z jihovýchodu masiv Kraví hory.
Oblast Žabovřeské kotliny je zcela urbanizovaná městem Brnem, nachází se zde zástavba brněnských čtvrtí Žabovřesky, Jundrov a Komín. Pouze malá část území je využívána hospodářsky (pole), stojí zde také zahrádkářské kolonie. Kotlinou prochází Velký městský okruh.